# T. Hayes Hunter
T. Hayes Hunter, pseudonimo di Thomas Hayes Hunter (Filadelfia, 1º dicembre 1884 – Londra, 14 aprile 1944), è stato un regista e sceneggiatore statunitense del cinema muto e dei primi anni del cinema sonoro. Diresse 34 pellicole tra il 1912 e il 1934.
Lo scrittore John Hunter (The Grey Fox) è suo figlio.

## Filmografia
La filmografia - secondo IMDb - è completa.

### Regista
- Papa's Double (1912)
- Getting Rich Quick (1912)
- Farmer Allen's Daughter (1912)
- While Father Telephoned (1913)
- Fire and Sword (1914)
- The Vampire's Trail, co-regia di Robert G. Vignola - cortometraggio (1914)
- The Seats of the Mighty (come T. Hays Hunter) (1914)
- The Tip-Off - cortometraggio (1915)
- Judy Forgot (1915)
- Father and Son (1916)
- The Crimson Stain Mystery - serial (1916)
- The Border Legion (1918)
- Once to Every Man (1918)
- Desert Gold (1919)
- The Cup of Fury (1920)
- Earthbound (1920)
- The Light in the Clearing (1921)
- Damaged Hearts (1924)
- The Recoil (1924)
- Trouping with Ellen (1924)
- Il razziatore del cielo (The Sky Raider) (1925)
- Wildfire (1925)
- One of the Best (1927)
- A South Sea Bubble (1928)
- Il trionfo della primula rossa (The Triumph of the Scarlet Pimpernel) (1928)
- The Silver King (1929)
- The Man They Couldn't Arrest (1931)
- The Calendar (1931)
- The Frightened Lady (1932)
- White Face (1932)
- Sally Bishop (1932)
- The Ghoul (1933)
- Warn London (1934)
- The Green Pack (1934)
- Josser on the Farm (1934)

### Sceneggiatore
- The Vampire di Robert G. Vignola (1913)
- While Father Telephoned di T. Hayes Hunter (1913)

- The Vampire's Trail di T. Hayes Hunter e Robert G. Vignola (1914)
- The Man They Couldn't Arrest di T. Hayes Hunter (1931)

### Produttore
- The Light in the Clearing di T. Hayes Hunter (1921)

- Damaged Hearts di T. Hayes Hunter (1924)